# Rue Max-Jacob
La rue Max-Jacob est une voie du 13e arrondissement de Paris, en France.

## Situation et accès
La rue Max-Jacob est une voie publique située dans le 13e arrondissement de Paris. Elle débute rue du Professeur-Louis-Renault et se termine rue Keufer.

## Origine du nom
Elle porte le nom de Max Jacob (1876-1944), poète et artiste mort au camp de Drancy.

## Historique
La rue a été ouverte par la ville de Paris en 1936 et a pris sa dénomination actuelle le 21 mai 1956.